# Région du Sahtu
La région du Sahtu est l'une des cinq régions administratives des Territoires du Nord-Ouest au Canada. Elle comprend cinq communautés et a son siège à Norman Wells. À l'exception de cette dernière, les communautés de la région sont composées de manière prédominante d'autochtones, principalement des Sahtus et dans une moindre mesure, des Tchipewyans.

## Localités
La région du Sahtu comprend cinq localités (ou communautés).
| Nom                          | Statut                  | Population (2011) | Coordonnées                   |
| ---------------------------- | ----------------------- | ----------------- | ----------------------------- |
| Colville Lake (K’áhbamñtúé)  | Corporation de localité | 149               | 67° 02′ 18″ N, 126° 05′ 32″ O |
| Délı̨nę                       | Collectivité à charte   | 472               | 65° 11′ 12″ N, 123° 25′ 18″ O |
| Fort Good Hope (Rádeyîlîkóé) | Collectivité à charte   | 515               | 66° 15′ 31″ N, 128° 37′ 43″ O |
| Norman Wells (Tåegõhtî)      | Ville                   | 727               | 65° 16′ 59″ N, 126° 50′ 58″ O |
| Tulít’a                      | Hameau                  | 478               | 64° 54′ 01″ N, 125° 34′ 39″ O |

## Annexe